# Корнуоллис, Фредерик, 1-й барон Корнуоллис
Фредери́к Корнуо́ллис, 1-й баро́н Корнуо́ллис (англ. Frederick Cornwallis, 1st Baron Cornwallis; 1610 — 7 января 1662) — английский дворянин и государственный деятель, казначей королевского двора (1660—1662).

## Биография
Фредерик Корнуоллис был единственным сыном сэра Уильяма Корнуоллиса из Брома и его второй супруги Джейн Маутис, дочери Геркулеса Маутиса и Филиппы Кук. 
4 мая 1627 года ему был пожалован титул баронета Корнуоллиса. 
С 1640 по 1642 год Фредерик был членом Короткого и Долгого парламента от округа Ай. Во время гражданской войны воевал на стороне кавалеров и участвовал в битве при Кропреди-Бридж. 
В 1649 году Фредерик эмигрировал на континент, где прожил до 1655 года, после чего вернулся в Англию. В 1659 году после смерти матери унаследовал её земли, благодаря чему улучшилось его финансовое положение. После реставрации Стюартов король Карла II назначил его на должность казначея королевского двора. 
20 апреля 1661 года Фредерик получил титул барона Корнуоллис, благодаря чему был возведён в пэрское достоинство. Скончался 7 января 1662 года от инсульта, был похоронен в Броме.